# Crella elegans
Espèce
Synonymes
- Crella (Crella) elegans
- Cribella elegans Schmidt, 1862
- Cribrella elegans Schmidt, 1862
- Kowalewskyella gracilis Swartschewsky, 1905

Crella elegans est une espèce d'éponges de la famille Crellidae trouvée en mer Adriatique. Il s'agit de l'espèce type de son genre.
Cette espèce héberge l'ectoparasite Cryptopontius capitalis.